# Nadgrad
Nadgrad este o localitate din comuna Slovenska Bistrica, Slovenia, cu o populație de 59 de locuitori.